# Villa Quillinzo

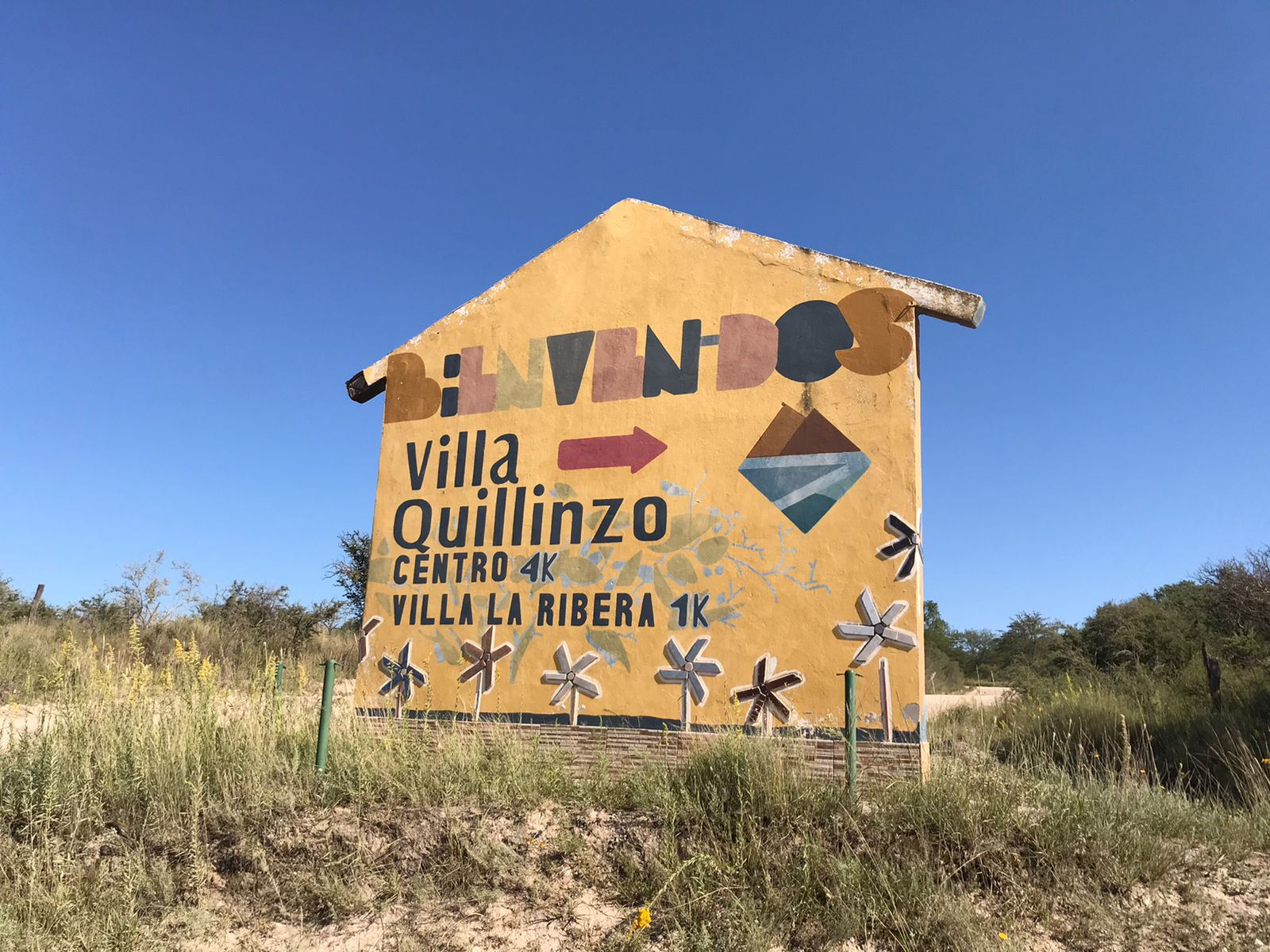

Villa Quillinzo é uma comuna da província de Córdoba, na Argentina.